# Pietro Lorenzetti

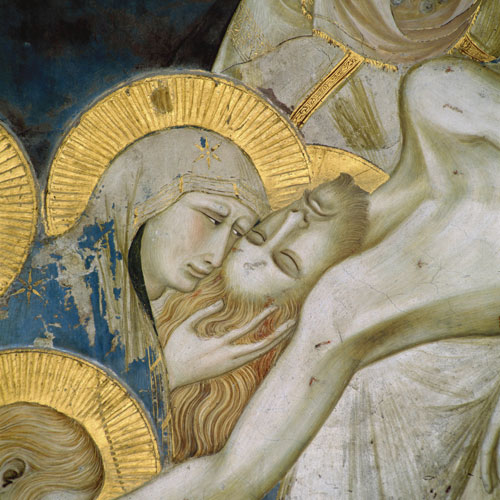
Pietro Lorenzetti:De bewening van Christus, basiliek van Assisi

Pietro Lorenzetti of Pietro Laurati (Siena, ca. 1280 - Siena, 1348) was een Italiaans schilder die ongeveer tussen 1306 en 1345 actief was. Hij wordt tot de meesters van de Sienese school (scuola senese) gerekend.

## Leven
Lorenzetti werd geboren in Siena rond 1280 en reisde gedurende zijn leven door heel Italië, waar hij werkte in Assisi, Florence, Pistoia, Cortona en Siena. Hij overleed in 1348 bij de grote uitbraak van de pest, die dat jaar in Siena ongeveer de halve bevolking tot slachtoffer maakte.
Lorenzetti werd beïnvloed door Giovanni Pisano, Duccio en Giotto, en werkte samen met Simone Martini in Assisi. Hij en zijn broer, Ambrogio Lorenzetti, introduceerden het naturalisme in de Sienese kunst. In hun experimenten met driedimensionale en ruimtelijke composities waren ze voorlopers van de kunst van de renaissance. 
Giorgio Vasari nam in zijn 'Levens' een biografie op van Lorenzetti, waarin hij zijn belangrijkste werken beschrijft.

## Werk

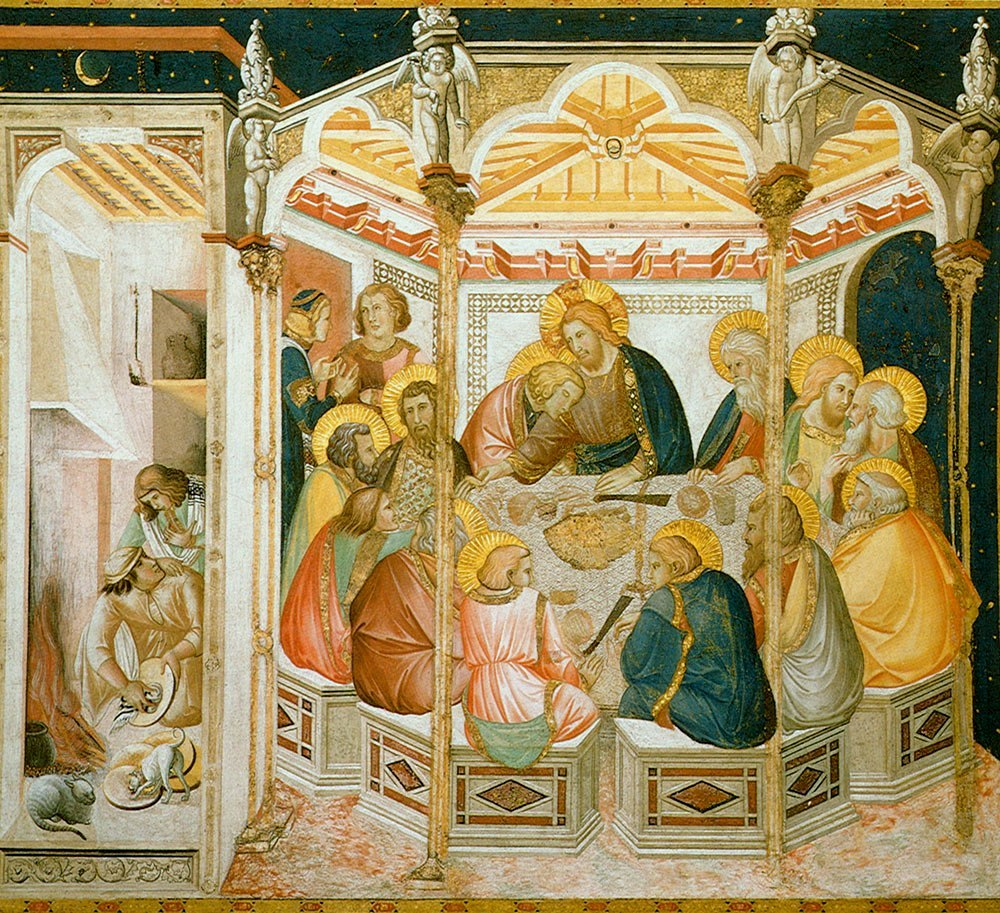
Pietro Lorenzetti:het Laatste Avondmaal, basiliek van Assisi

Veel van zijn religieuze werken bevonden zich in kerken in Siena, Arezzo en Assisi. Zijn meesterwerk is een serie fresco's in tempera, de decoratie van de laagste kerk van de basiliek van San Francesco d'Assisi. Hij schilderde er een reeks grote panelen over het leven van Jezus, waaronder afbeelding van de intocht in Jeruzalem, de Kruisiging, Kruisafneming en Graflegging. In deze werken voert hij grootse figuren op die emotioneel op elkaar  reageren. Dit betekende een breuk met zijn vroegere Icoonkunst, vlakke uitbeeldingen van figuren zonder veel interactie. In dit schilderij en in andere werken van de kerk is de invloed merkbaar van Giotto's verhalende fresco's in de Bardi en Peruzzi kapellen van de Santa Croce in Florence. 
Een van zijn laatste werken is de Geboorte van de Maagd (1342), nu in het Museo dell'Opera del Duomo. 
- Biblioteca Nacional de España: XX4829738
- Bibliothèque nationale de France: cb14965974r (data)
- Catàleg d'autoritats de noms i títols de Catalunya: 981058527473706706
- Gemeinsame Normdatei: 118729063
- International Standard Name Identifier: 0000 0001 2247 7537
- KulturNav: 936cf501-beb2-4a03-9c60-1bf64bf5c344
- Library of Congress Control Number: n86142480
- Bibliotheek van het Japanse parlement: 00470659
- Nationale Bibliotheek van Tsjechië: pag2007388138
- Nationale Bibliotheek van Israël: 987007264616305171
- Nederlandse Thesaurus van Auteursnamen: 081642997
- RKD-Nederlands Instituut voor Kunstgeschiedenis: 254946
- Istituto Centrale per il Catalogo Unico: CFIV030385
- LIBRIS: 208608
- Système universitaire de documentation: 067315992
- Union List of Artist Names: 500030946
- Virtual International Authority File: 172313064
- WorldCat: E39PCjHWYJx93jbmGC8WXdTQ9C